# Jaurès Alferov
Jaurès Ivanovitch Alferov ou Alfiorov (en russe : Жорес Иванович Алфёров, Jores Ivanovitch Alfiorov [ʐɐˈrʲɛs ɪˈvanəvʲɪtɕ ɐlˈfʲɵrəf] ; en biélorusse Жарэс Іва́навіч Алфёраў, Jares Ivánavitch Alfioraw), né le 15 mars 1930 à Vitebsk (RSS de Biélorussie, Union soviétique) et mort le 1er mars 2019 à Saint-Pétersbourg, est un physicien et homme politique soviétique puis russe d'origine biélorusse. 
Il est colauréat avec Herbert Kroemer d'une moitié du prix Nobel de physique de 2000. Il est également député communiste à la Douma de Russie entre 1995 et 2019. Il est membre du club d'Izborsk.

## Biographie

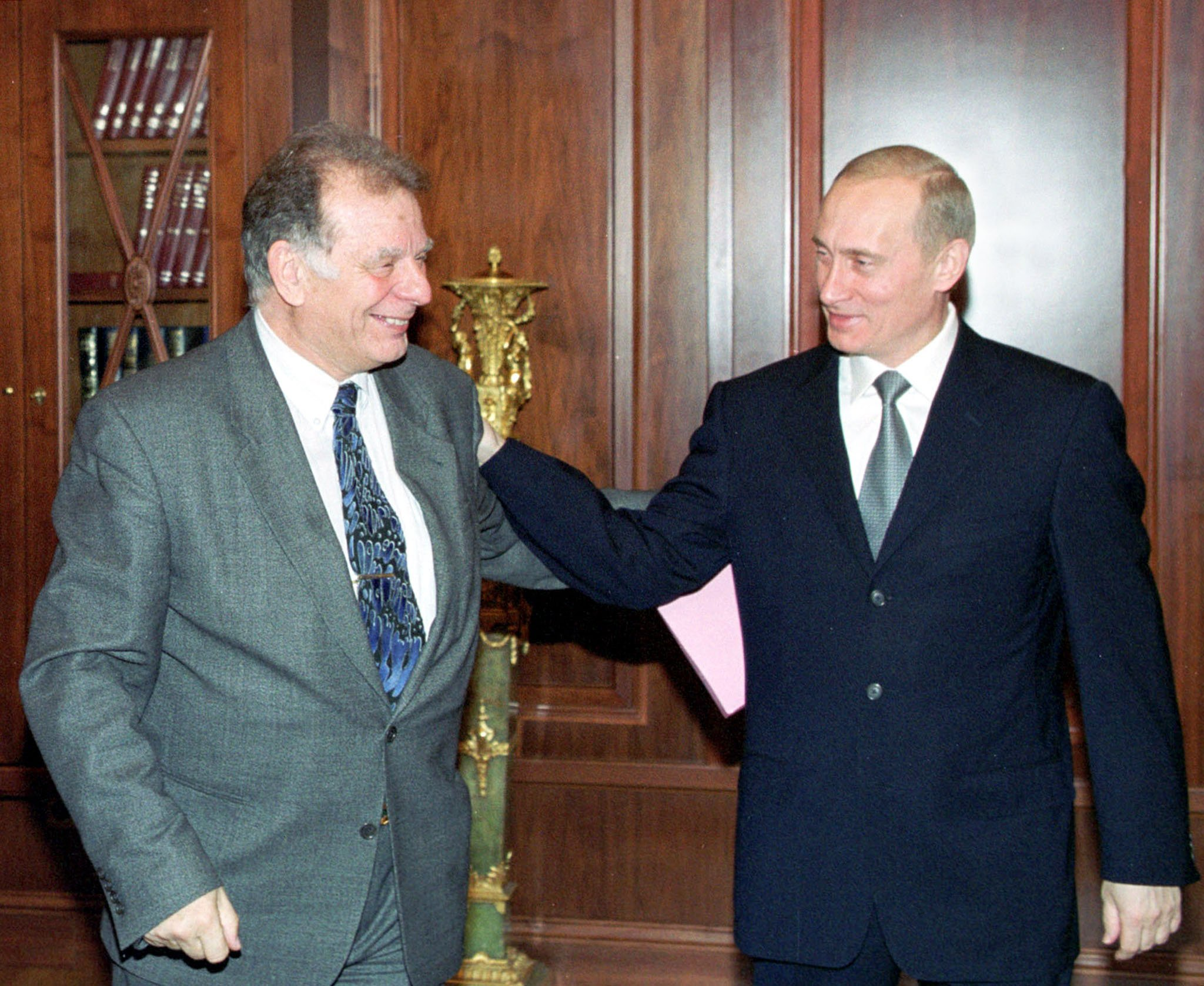
Jaurès Alferov et Vladimir Poutine le 12 octobre 2000.

Jaurès Alferov est né à Vitebsk en république socialiste soviétique de Biélorussie, maintenant Biélorussie. En 1952, il est diplômé de l'Institut électrotechnique V. I. Oulianov (Lénine) de Léningrad. À partir de 1953, il travaille à l'Institut physico-technique Ioffe de l'académie des sciences d'URSS. Il devient docteur ès sciences physiques et mathématiques en 1970. Il était directeur de l'institut de 1987 à 2003. Il est élu membre correspondant de l'Académie des sciences en 1972, puis membre de l'académie en 1979. À partir de 1989, il est vice-président de l'Académie des sciences, et président de son centre scientifique de Saint-Pétersbourg.

## Domaines de recherche
À partir de 1962, Jaurès Alferov travaille dans le domaine des semi-conducteurs et plus particulièrement des hétérostructures. Ses travaux dans la physique et la technologie des semi-conducteurs à hétérostructures, et plus particulièrement l'étude des propriétés d'insertions, le développement de lasers, de cellules solaires, de DEL et de procédés d'épitaxie ont contribué à l'avènement de la physique des semi-conducteurs modernes.
Il est colauréat avec Herbert Kroemer d'une moitié du prix Nobel de physique de 2000 (l'autre moitié a été remise à Jack Kilby) « pour des travaux de base dans les technologies de l'information et des communications [...] pour le développement d’hétérostructures semi-conductrices pour l’électronique rapide et l’opto-électronique ».

## Distinctions et récompenses
- Prix Lénine (1972)
- Prix d'État de l'URSS (1984)
- Prix Ioffe (Académie des sciences, 1996)
- Prix Nobel de physique (2000)
- Prix de Kyoto en technologies avancées (2001)